# Luis Ricardo Alonso
Luis Ricardo Alonso (* 1929 in Parres, Asturien; † 25. Oktober 2015 in Lancaster, Pennsylvania) war ein kubanischer Schriftsteller spanischer Herkunft. 
Alonsos Vater war Spanier, seine Mutter Kubanerin. Bereits als Kind kam er zusammen mit seiner Familie nach Kuba. Nach seinem Schulbesuch begann er u. a. Rechtswissenschaften an der Universität von Havanna zu studieren. An der Universität machte er auch die Bekanntschaft von Eduardo Chibás und schloss sich seiner Partido del Pueblo Cubano an. 
Unter Führung von Fidel Castro nahm Alonso an der kubanischen Revolution teil und wurde anschließend von diesem in das Regierungs-Komitee berufen. Später vertrat Alonso sein Land als Botschafter in Lima, Oslo, Bern und London. 
Nach der Kubakrise begann sich Alonso von der Politik seines Landes zu distanzieren und brach 1965 völlig mit Fidel Castro. Alonso ging in die Vereinigten Staaten und ließ sich als Schriftsteller in Lancaster (Pennsylvania) nieder. Dort starb er am 25. Oktober 2015 im Alter von 86 Jahren.

## Ehrungen
- 1995 Premio Asturias de Novela für den Roman „La estrella que cayó una noche en el mar“

## Werke (Auswahl)
- El candidato. 1970.
- Los dioses ajenos. 1971.
- La estrella que cayó una noche en el mar. 1995.
- El palacio y la furia. 1976.
- La segunda muerte de Christo. 2007.
- El Supremísimo. 1981.
- Territorio libre. 1966.